# Friedrich Gottlieb Klopstock
Friedrich Gottlieb Klopstock (2. července 1724 Quedlinburg – 14. března 1803 Hamburk) byl německý básník a jazykovědec. Jako autor inspiroval např. německé literární uskupení Göttinger Hainbund.

## Život
Pocházel z velmi bohaté rodiny se silnou náboženskou tradicí (viz pietisté), vyrostl na venkovském statku, v pozdějším dětství se ale přestěhoval do města. Od mládí často a rád jezdil na koni a horlivě studoval, zejména antickou literaturu. Od mládí se věnoval literatuře, plánoval epos o Jindřichu Ptáčníkovi, později ale už za studií začal pracovat na eposu o životě Ježíše Krista Mesiáš, který se stal jeho nejslavnějším dílem. Od roku 1745 teologii v Lipsku, ale věnoval se především své literární tvorbě. V roce 1748 vydal na ukázku několik úvodních zpěvů své básně, která vyniká velmi vznešeným slohem, a vzbudil tím velký ohlas i celou řadu polemik. Publikoval také několik anticky stylizovaných ód, většinou na své přátele a lásky. Nějakou dobu žil u básníka Bodmera v Karlsruhe, znesvářili se ale, když Klopstock získal podporu dánského krále a mohl se bez finančních problémů věnovat své tvorbě. Několik let proto žil v Dánsku. V roce 1754 se oženil s Metou Mollerovou, s níž žil velmi šťastně, která ale po čtyřech letech zemřela. V roce 1766 se vrátil do Německa, žil zprvu v Karlsruhe a později v Hamburku, kde měl mnoho obdivovatelů, a mohl v klidu dokončit svůj epos v roce 1773. V roce 1791 se oženil s neteří své první ženy, s níž žil až do smrti. Nezabýval se už uměleckou literaturou, ale jazykovými studiemi.
Roku 1803 zemřel, jeho pohřeb byl doprovázen knížecími poctami. Byl pochován na evangelicko-luteránském hřbitově 'Christiankirche' v Hamburku-Ottensen.

## Dílo

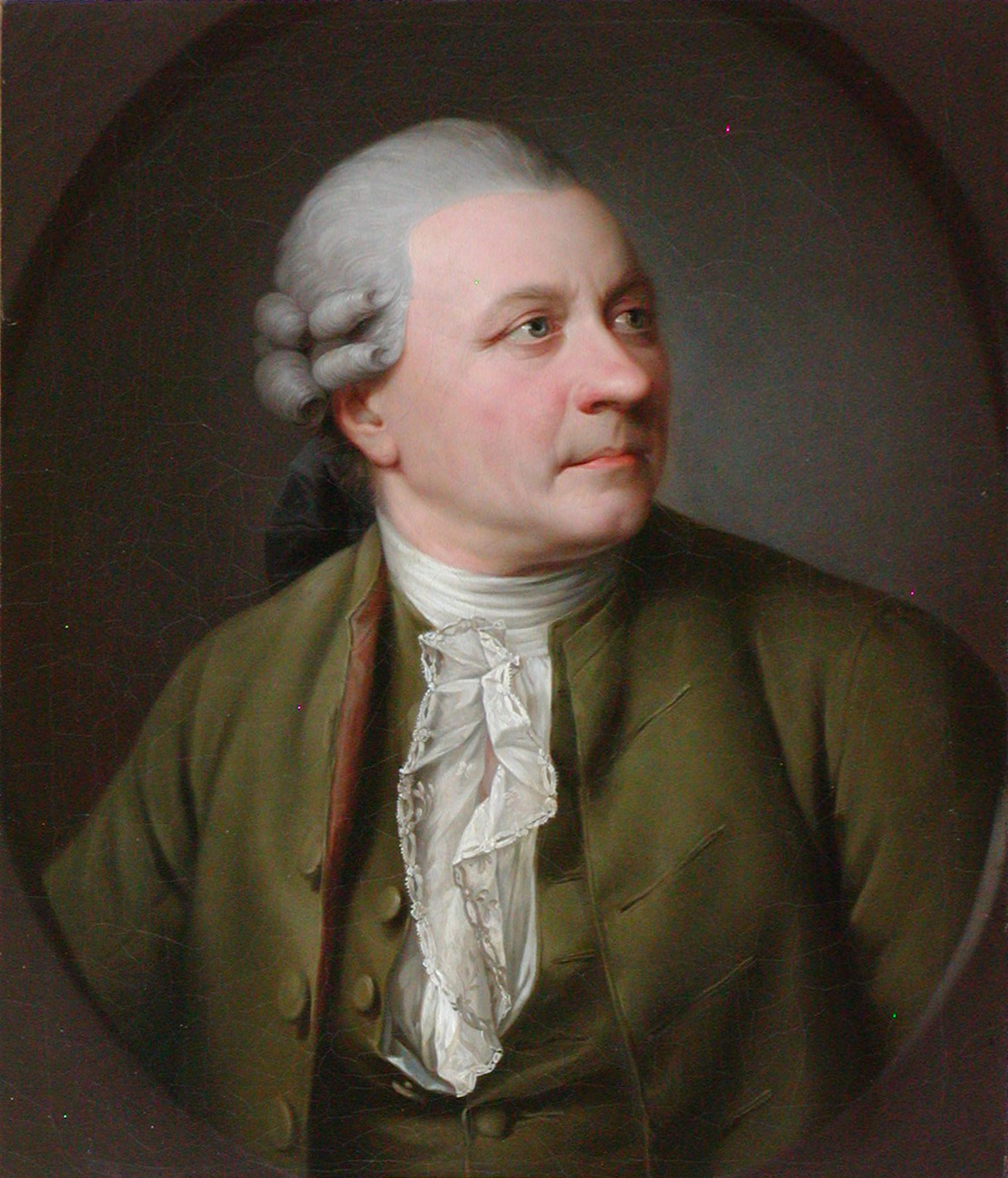
Německý básník Friedrich Gottlieb Klopstock

Jeho básně vynikají vznešeným, vysoce stylizovaným jazykem, často užívá nerýmovaných antických meter. Hlavním dílem je duchovní epos Mesiáš (Der Messias, 1773), o dvaceti zpěvech v hexametru. Tuto rozsáhlou báseň, popisujících ukřižování a spasení Krista, rozvrženou už na gymnáziu pod vlivem četby Johna Miltona, propracovával celý život a je pokládána za konec racionalismu v literatuře. Jeho lyrické básně jsou velmi vznešené, nejde o žádné anakreónské popěvky, jaké byly v tehdejší německé poezii velmi oblíbené. Důstojným jazykem a antickým metrem opěvují přátele, milenky, přírodu, Boha a jiné obvyklé předměty.
Problematické jsou ale pro svůj komplikovaný, nejasný jazyk a přesycenost učenými narážkami, zejména u ód z pozdějších let, v nichž z oblibou zpracovává severskou mytologii. Další částí Klopstockova díla jsou vlastenecká dramata, nazývaná bardieta, která ale nejsou příliš zdařilá pro svůj šovinismus a dějovou neurčitost.
Klopstockův složitý jazyk, plný učených narážek, je obtížné nejen napodobit v jiné řeči, ale vůbec pochopit (Heinrich Heine dokonce v jednom ze svých esejů použil výraz: "může číst Klopstocka v originále" ve smyslu "je to rodilý Němec"). Přesto v češtině Václav Stach (kterému byl Klopstock literárním vzorem) parafrázoval některé jeho ódy a v rukopise se zachoval i celý jeho překlad Mesiáše, publikovány byly ale jen úryvky.
- Der Messias, 1748 – biblický epos, psáno hexametrem, 20 zpěvů[8]
- Hermanns Schlacht, 1769 – drama
- Die ihr Christi Jünger seid
- Herr, du wollst uns vorbereiten

Jazykovědné studie:
- Fragmente über Sprache und Dichtkunst

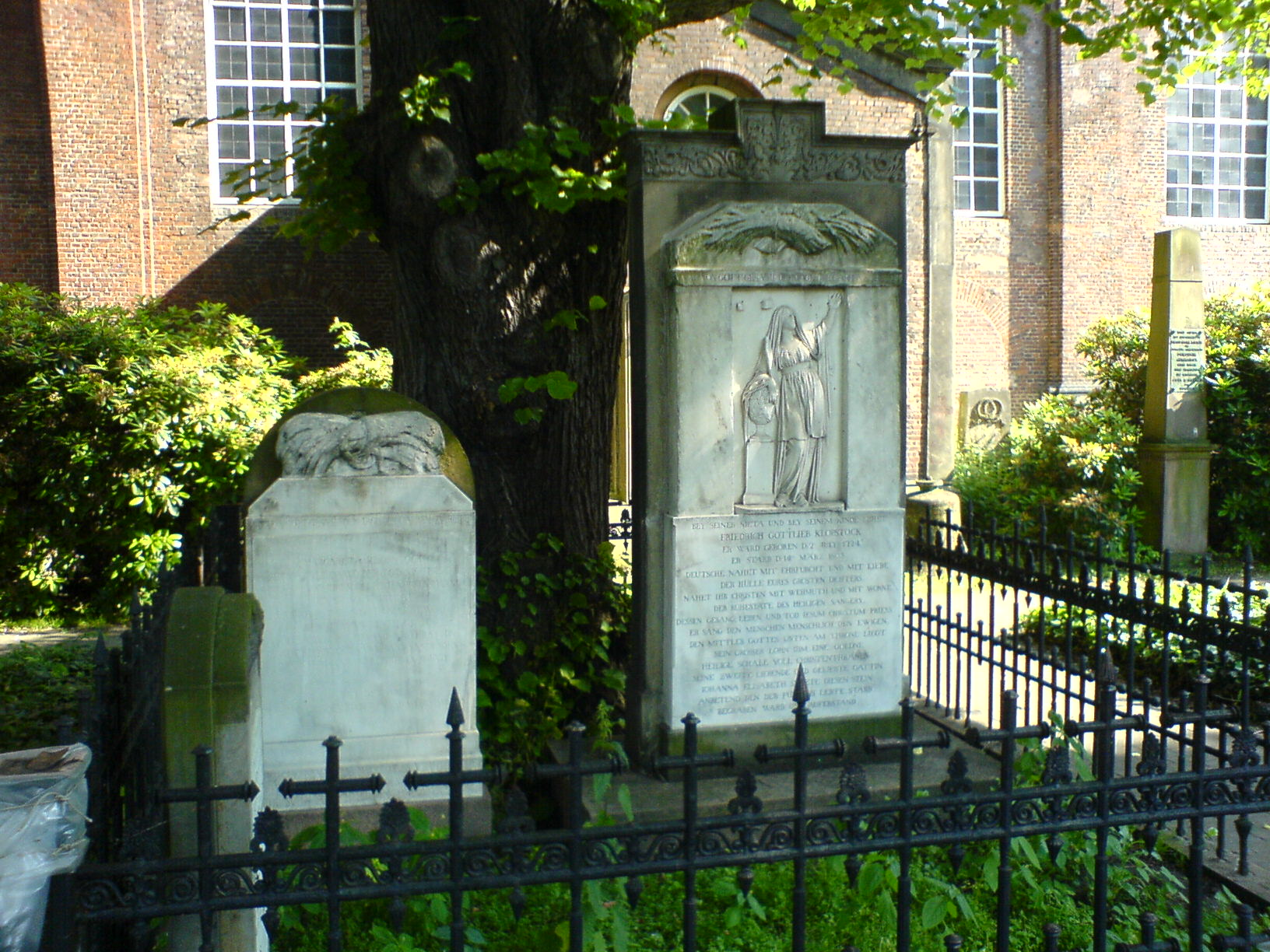
Hřbitov 'Christianskirche' (Hamburk-Ottensen): Hrob Friedricha Gottlieba Klopstocka.

- Grammatische Gespräche